# پی‌ال‌زد ال-۲
پی‌ال‌زد ال-۲ (به انگلیسی: PZL_Ł.2) یک هواگرد ملخ‌پیشین تک‌موتوره از نوع ارتباطی ساخت شرکت PZL است. هواگرد پی‌ال‌زد ال-۲ نخستین پروازش را در ۱۹۳۰ میلادی انجام داد. در مجموع، تعداد ۳۱ فروند از این هواگرد ساخته شده‌است.